# 阿德里安·查韦斯
阿德里安·查韦斯（西班牙語：Adrián Chávez，1962年6月27日—），墨西哥男子足球运动员，司职守门员。他曾代表墨西哥国家队参加1994年国际足联世界杯，结果队伍止步十六强赛。